# Precipitação oculta

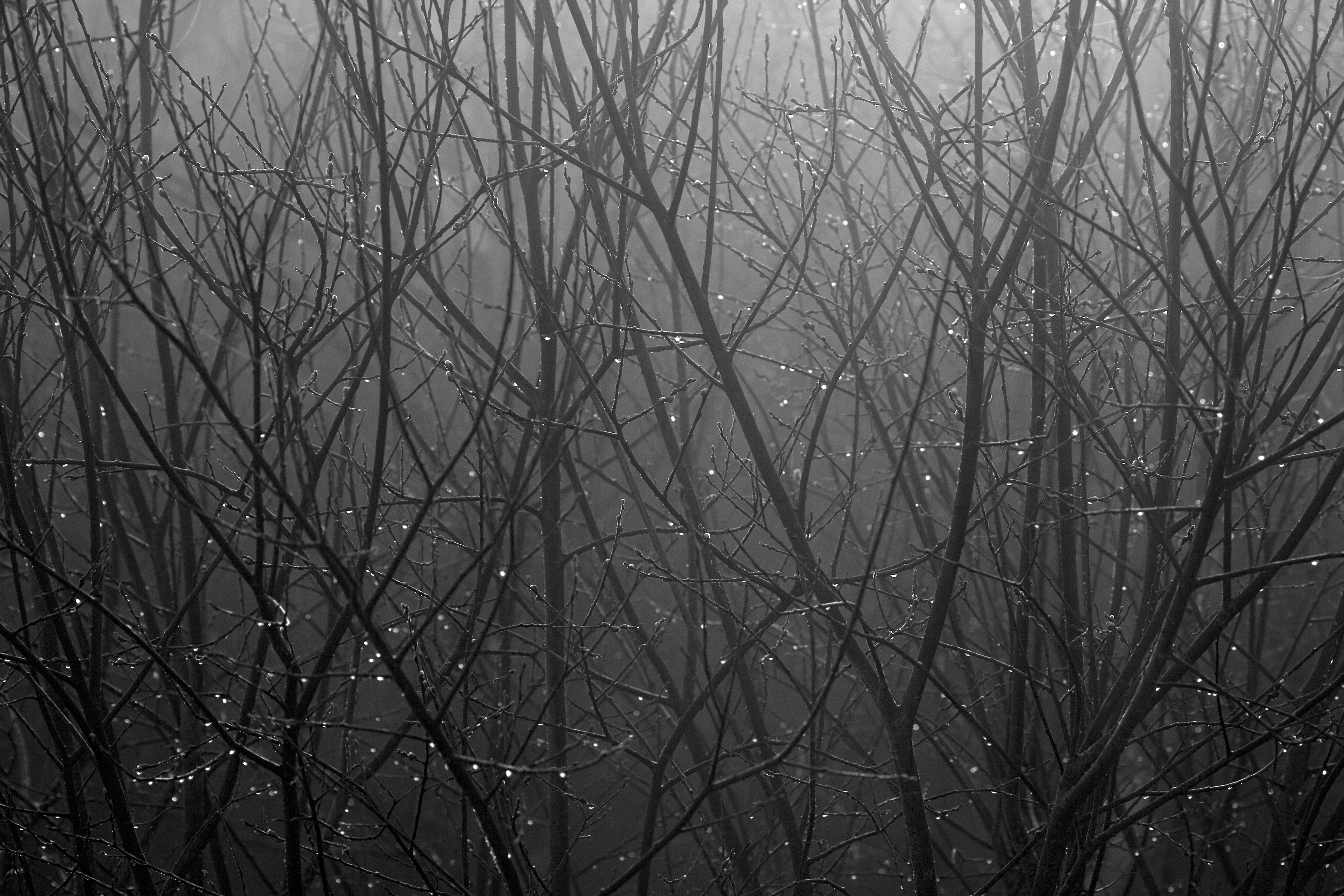
Gotas de água se acumulando em ramos durante uma neblina.

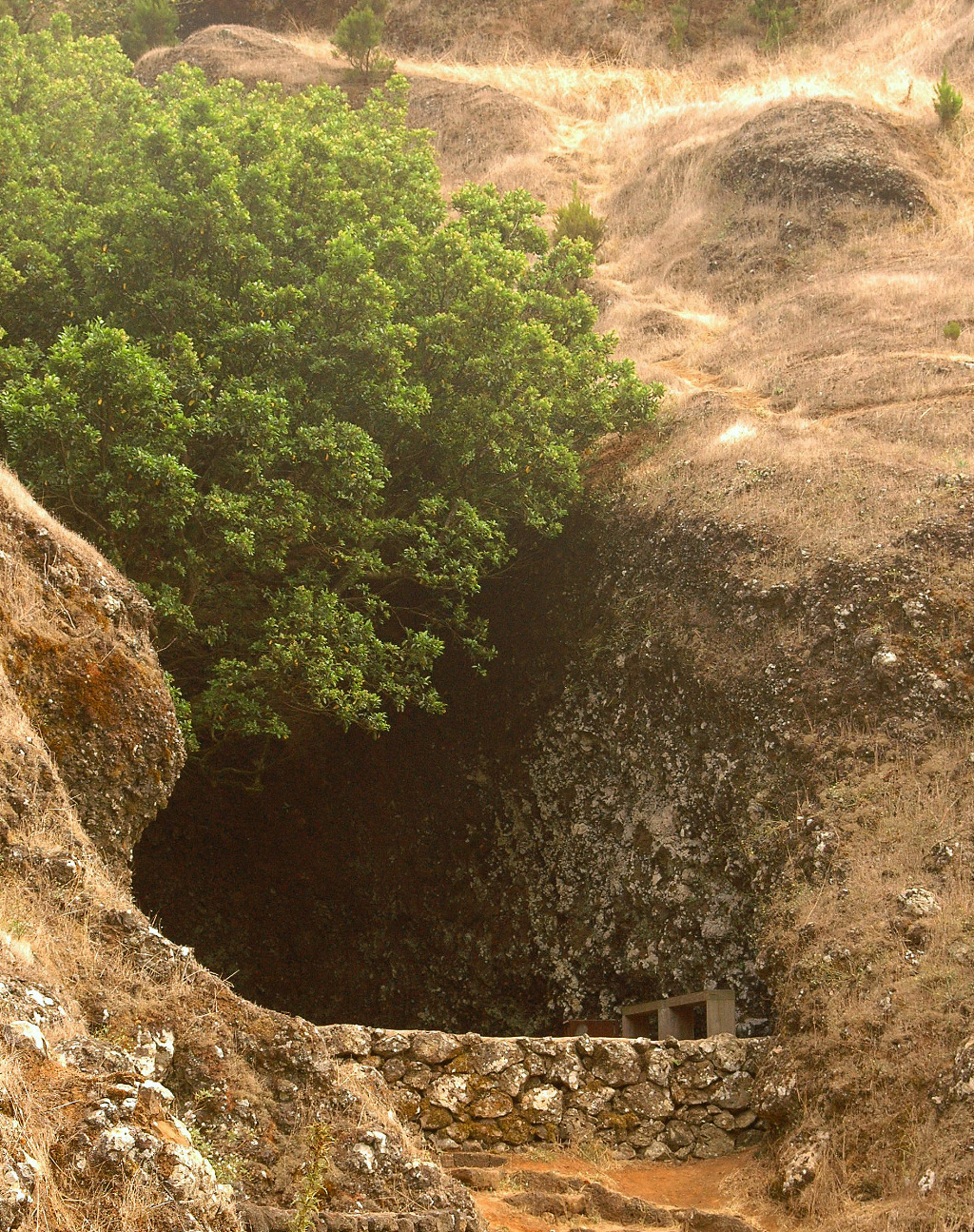
O lugar da árvore Garoé na ilha de El Hierro, a mítica árvore da chuva dos guanches bimbaches cuja fama percorreu a Europa. A árvore, possivelmente um til, produzia por captura de nevoeiro água suficiente para alimentar o povoado vizinho.

Precipitação oculta, ou precipitação horizontal, são as designações dadas em climatologia e ecologia  à água que escorre para o solo a partir de árvores e outros obstáculos durante a ocorrência de nevoeiros acompanhados de vento. Esta precipitação é entendida como o fenómeno em que a vegetação (ou outro objecto, natural ou não) captura, por um processo de impacto ou colisão, as minúsculas gotículas de água existentes no nevoeiro e que na sua ausência seriam mantidas em suspensão na atmosfera. Ao colidirem com as superfícies das folhas ou outros objectos, as gotículas tendem a se agrupar, formando gotas maiores que depois caem no solo, entrando assim no ecossistema.
Ecossistemas cuja demanda de água é sustentada principalmente pela precipitação oculta são conhecidos como desertos de névoa.

## Descrição
Esta forma de precipitação resulta da adesão das gotículas de água que formam o nevoeiro às folhas e troncos das árvores, ou a outros objectos, sobre os quais coalescem em gotas maiores que depois caem para o solo ou escorrem sobre a superfície do obstáculo. Esta forma de precipitação pode constituir uma importante fonte de humidade em áreas com baixa precipitação, explicando a presença de laurissilva em regiões de elevada secura onde seja frequente a formação de um mar de nuvens.
Apenas uma pequena quantidade das gotículas do nevoeiro precipita directamente no terreno, geralmente devido a fenómenos de turbulência, numa quantidade que muito raramente excede os 0,2 mm diários. Desta forma, a presença de uma barreira, natural ou artificial, favorece a captura destas pequenas gotículas, que por um processo de coalescência, tornam-se mais pesadas e precipitam no solo. A vegetação constitui uma barreira muito apropriada, pois o movimento contínuo das folhas e ramos por acção do vento com a consequente variação da turbulência em seu redor facilita a captura da água em suspensão na atmosfera. O tipo, tamanho, densidade, continuidade da floresta e exposição aos ventos são também factores que influenciam em larga medida a quantidade de água que é possível capturar pela vegetação.
Pode ocorrer em qualquer local desde que exista nevoeiro com conteúdo de água líquida suficiente, que este dure tempo suficiente para que as gotas possam precipitar, que a vegetação permita a captura das gotículas e vento que permita a circulação rápida do ar. No entanto, regiões montanhosas, onde os nevoeiros sejam frequentes e as velocidades de vento mais intensas, são áreas privilegiadas para a ocorrência deste fenómeno.